# كاترين كليمنت
كاترين كليمنت (بالفرنسية: Catherine Clément)‏ هي ناقدة أدبية وفيلسوفة وكاتِبة فرنسية، ولدت في 10 فبراير 1939 في بولون-بيانكور في فرنسا.